# Dar Chaffaï
Dar Chaffaï är en ort i Marocko.   Den ligger i provinsen Settat och regionen Casablanca-Settat, 170 km söder om huvudstaden Rabat.